# Vale de Vargo
Vale de Vargo é uma povoação portuguesa do Município de Serpa que foi sede da extinta Freguesia de Vale de Vargo, freguesia que tinha 57,92 km² de área e 968 habitantes (2011), e, por isso, uma densidade populacional de 16,7 hab/km².
A Freguesia de Vale de Vargo foi extinta e agregada à Freguesia de Vila Nova de São Bento, criando-se a União das Freguesias de Vila Nova de São Bento e Vale de Vargo.
Realiza-se anualmente a Feira do Azeite, a maior feira anual da especialidade realizada na região do Alentejo.

## População
| População da freguesia de Vale de Vargo (1864 – 2011) | População da freguesia de Vale de Vargo (1864 – 2011) | População da freguesia de Vale de Vargo (1864 – 2011) | População da freguesia de Vale de Vargo (1864 – 2011) | População da freguesia de Vale de Vargo (1864 – 2011) | População da freguesia de Vale de Vargo (1864 – 2011) | População da freguesia de Vale de Vargo (1864 – 2011) | População da freguesia de Vale de Vargo (1864 – 2011) | População da freguesia de Vale de Vargo (1864 – 2011) | População da freguesia de Vale de Vargo (1864 – 2011) | População da freguesia de Vale de Vargo (1864 – 2011) | População da freguesia de Vale de Vargo (1864 – 2011) | População da freguesia de Vale de Vargo (1864 – 2011) | População da freguesia de Vale de Vargo (1864 – 2011) | População da freguesia de Vale de Vargo (1864 – 2011) |
| ----------------------------------------------------- | ----------------------------------------------------- | ----------------------------------------------------- | ----------------------------------------------------- | ----------------------------------------------------- | ----------------------------------------------------- | ----------------------------------------------------- | ----------------------------------------------------- | ----------------------------------------------------- | ----------------------------------------------------- | ----------------------------------------------------- | ----------------------------------------------------- | ----------------------------------------------------- | ----------------------------------------------------- | ----------------------------------------------------- |
| 1864                                                  | 1878                                                  | 1890                                                  | 1900                                                  | 1911                                                  | 1920                                                  | 1930                                                  | 1940                                                  | 1950                                                  | 1960                                                  | 1970                                                  | 1981                                                  | 1991                                                  | 2001                                                  | 2011                                                  |
| 738                                                   | 844                                                   | 890                                                   | 960                                                   | 1 253                                                 | 1 318                                                 | 1 561                                                 | 1 850                                                 | 2 053                                                 | 2 001                                                 | 1 605                                                 | 1 388                                                 | 1 238                                                 | 1 073                                                 | 968                                                   |

Nos anos de 1864 a 1890 pertencia ao concelho de Moura. Passou para o actual concelho (atual município) por decreto de 13/01/1898